# Close To You (菅原紗由理のアルバム)
『Close To You 』（クロス・ツー・ユー）は、日本の歌手菅原紗由理の2枚目のミニアルバム。

## 収録曲
1. サヨナラまた...。
作詞：唐沢美帆 作曲・編曲：Sin
2. So Long My Love
作詞：加藤哉子 作曲：アイニ 編曲：Sin
3. Close To You 
作詞：菅原紗由理 作曲・編曲：Sin
4. 『好き』という言葉
作詞：中嶋ユキノ 作曲・編曲：Sin
  - テレビ朝日系木曜ミステリー『科捜研の女』主題歌
5. 素直になれなくて
作詞：中嶋ユキノ 作曲・編曲：Sin
  - フジテレビ系ドラマ『素直になれなくて hard to say i love you』挿入歌
6. WINTER STORY 
作詞：唐沢美帆  作曲・編曲：Sin